# Chipper Jones
Larry Wayne Jones Jr., soprannominato Chipper (DeLand, 24 aprile 1972), è un ex giocatore di baseball statunitense che ha giocato nel ruolo di terza base per tutta la carriera con gli Atlanta Braves della Major League Baseball (MLB). Nel 2018 è stato introdotto nella Baseball Hall of Fame.

## Carriera
Gli Atlanta Braves scelsero Jones come primo assoluto nel draft 1990. Atlanta avrebbe voluto selezionare il lanciatore Todd Van Poppel ma questi aveva dichiarato pubblicamente che non avrebbe firmato con i Braves. Atlanta selezionò così Jones, che all'epoca giocava come interbase.
Jones debuttò nella MLB l'11 settembre 1993, diventando il giocatore più giovane della lega. Nel 1994 avrebbe dovuto competere per il posto di esterno sinistro dopo che il veterano Ron Gant si era rotto una gamba in un incidente ciclistico. Tuttavia, Jones si ruppe il legamento crociato anteriore del ginocchio sinistro durante gli allenamenti primaverili, perdendo l'intera annata.

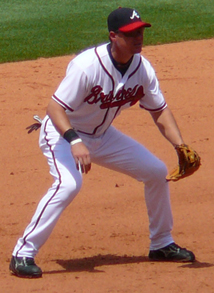
Jones in terza base nel 2007

Nel 1995, Jones guidò tutti i rookie della MLB in punti battuti a casa (RBI) (86), gare giocate (145), gare come partente (123), apparizioni al piatto (602), turni in battuta (524) e punti segnati (87). Quell'anno si classificò secondo nel premio di Rookie dell'anno dietro al lanciatore dei Los Angeles Dodgers Hideo Nomo. Oltre al successo a livello personale, Jones disputò le World Series 1995, in cui i Braves batterono in sei gare i Cleveland Indians, conquistando l'unico titolo della carriera. Scese in campo anche nelle World Series 1996, perse dai Braves contro i New York Yankees.
Jones fece registrare l'ultima valida battuta nell'Atlanta–Fulton County Stadium prima della sua demolizione nel 1997, oltre che la prima nella storia del Turner Field. Nel 1998, Jones giunse nono nel premio di MVP della National League dopo avere fatto registrare 123 punti e 96 basi su ball (entrambi quarto risultato della lega).
Nel 1999, Jones fu premiato come miglior giocatore della National League dopo essere diventato il primo giocatore a tenere una media battuta oltre .300 (.319) battendo contemporaneamente 40 o più fuoricampo (45; terzo nella NL) e doppi (41), con oltre cento basi su ball (126; terzo nella lega), cento o più RBI (110) e punti segnati (116) e rubando 20 o più basi (25). Ironia della sorte, Jones non fu convocato per l'All-Star Game quell'anno. Nei playoff guidò i Braves fino alle World Series 1999 ancora contro gli Yankees, in cui Atlanta fu battuta per quattro gare a zero. Riuscì tuttavia a battere l'unico home run della serie per i suoi, contro il partente Orlando Hernández.
Nel 2000, Jones firmò un rinnovo di sei anni del valore di 90 milioni di dollari con il club. Nel 2006 divenne il leader della franchigia durante la sua permanenza ad Atlanta con il 1,144º punto battuto a casa, salendo al terzo posto assoluto (incluso quando la squadra aveva sede a Boston e Milwaukee), dietro a Hank Aaron (2.202) ed Eddie Mathews (1.388). Quell'anno fu il primo della sua carriera in cui i Braves non si qualificarono per i playoff.
Nel 2008, Jones pareggiò il record con la 14ª stagione consecutiva con almeno 20 fuoricampo da inizio carriera e a fine stagione guidò per la prima volta la MLB in media battuta, venendo convocato per il suo primo All-Star Game dal 2001. La sua ultima stagione fu quella del 2012, in cui riuscì ad essere convocato per il suo ottavo All-Star Game. Quell'anno divenne il primo battitore ambidestro della storia con almeno 2.500 valide, 1.500 RBI, 1.500 punti e 1.500 basi su ball. L'ultima gara in carriera fu nel turno delle wild card dei playoff contro gli Arizona Diamondbacks, persa per 6-3.

## Palmarès

### Club
- World Series: 1

Atlanta Braves: 1995

### Individuale
- MVP della National League: 1

1999
- MLB All-Star: 8

1996–1998, 2000, 2001, 2008, 2011, 2012
- Silver Slugger Award: 2

1999, 2000
- Miglior battitore della MLB; 1

2008
- Numero 10 ritirato dagli Atlanta Braves